# Esta noche...fiesta
Esta noche...fiesta va ser un programa de televisió, emès per Televisió Espanyola entre 1976 i 1977, amb direcció de Fernando Navarrete i presentació de José María Íñigo.

## Format
Inicialment titulat Martes noche, fiesta durant les seves tres primeres edicions, el programa comptava amb les actuacions en directe a la sala de festes Florida Park de Madrid.

## Història
Fita del programa va ser l'emissió en la nit del 15 de juny de 1977, coincidint amb la nit electoral dels primers comicis lliures que es van celebrar a Espanya en més de 40 anys. En aquesta ocasió es va emetre un programa especial, de major durada i que va comptar, entre d'altres, amb les actuacions de Julio Iglesias, Manolo Escobar, Karina, Trío Acuario, Lussón y Codeso, Bigote Arrocet, Isabel Pantoja, Rocío Jurado o Susana Estrada.

## Artistes convidats
Podem esmentar Miguel Bosé el 26 d'abril de 1977 en el seu debut professional davant les càmeres com a cantant, Raffaella Carrà, Lucio Battisti, Iva Zanicchi, José Luis Perales, Ornella Vanoni, Paloma San Basilio o Joan Baez. Especialment recordada va ser l'actuació en el programa de la folklòrica Lola Flores, que va interrompre la seva actuació en directe en adonar-se que durant l'actuació havia perdut un pendent, sol·licitant al públic la seva devolució en cas de trobar-lo, de la següent manera: «Perdón, pero se me ha caído un pendiente en oro. Bueno, ustedes me lo vais a devolver porque mi trabajito me costó. Muchas gracias de todo corazón pero el pendiente, Íñigo, no lo quiero perder, eh, por favor».

## Premis
José María Íñigo va obtenir el TP d'Or 1976 al Millor Presentador de televisió per la sevalabor al capdavant del programa.